# Перис, Боб
Боб Пэрис (англ. Bob Paris; род. 14 декабря 1959 года, Колумбус, Индиана, США) — профессиональный культурист.

## Биография
Родился 14 декабря 1959 года в Индиане. В юности занимался футболом и легкой атлетикой, после чего пришёл в бодибилдинг. В школе играл в театре и занимался общественной жизнью. Перед поступлением в университет провел два года в корпусе морской пехоты США. После окончания университета перебрался жить во Флориду а затем в Калифорнию. Начав соревновательную карьеру в 1982 году Боб стал чемпионом Калифорнии. В 1983-м завоевал титул Мистер Вселенная. С отличием окончил консерваторию Стеллы Адлер. Десять лет Боб Перрис принимал участие в соревнованиях по бодибилдингу. В 1992 году закончил спортивную карьеру. Длительное время был фотомоделью.
С 1997 года начал актерскую карьеру играл в театре в Нью-Йорке.
Снимался в сериале в 2009-м году на канале "Фокс". Боб Перис пишет книги и статьи о спорте, романы. Одна из самых известных, вышедшая в 1994 году книга "Прямо от сердца". За свою карьеру литератора написал семь книг, множество статей, пьес и сценариев к кинофильмам.
Боб Пэрис гомосексуалист. Проживает недалеко от Ванкувера, Канада вместе в супругом (в браке с 2003 года).

## Факты
В 2006 году журнал «Flex» назвал Боба Пэриса самым эстетическим культуристом за всю историю бодибилдинга.

## История выступлений
Соревнование	Место
- Чикаго Про 1992,	10
- Гран При Италия 1991,	5
- Мистер Олимпия 1991,	12
- Арнольд Классик 1991,	16
- Айронмен Про 1991,	10
- Ночь чемпионов 1990,	14
- Ночь чемпионов 1989,	4
- Арнольд Классик 1989,	5
- Гран При Германия 1989,	6
- Гран При Испания 1989,	3
- Гран При Испания 1989,	3
- Гран При Мельбурн 1989,	3
- Гран При Франция 1989,	3
- Гран При Швеция 1989,	4
- Мистер Олимпия 1989,	14
- Чемпионат мира Про 1989,	3
- Мистер Олимпия 1988,	10
- Ночь чемпионов 1988,	3
- Гран При Англия 1988,	6
- Гран При Германия 1988,	6
- Гран При Греция 1988,	6
- Гран При Испания 1988,	5
- Гран При Испания 1988,	4
- Гран При Италия 1988,	3
- Гран При Франция 1988,	4
- Ниагара Фаллз Про 1988,	3
- Чикаго Про 1988,	5
- Лос-Анджелес Про 1986,	7
- Чемпионат мира Про 1986,	6
- Мистер Олимпия 1985,	9
- Мистер Олимпия 1984,	7
- Нашионалс 1983,	1
- Нашионалс 1983,	1 в категории Тяжелый вес
- Чемпионат Мира любительский 1983,	1 в категории Тяжелый вес
- Чемпионат США 1982,	3 в категории Тяжелый вес
- Нашионалс 1982,	4 в категории Тяжелый вес